# Дзюдо на летних Олимпийских играх 1984

На летних Олимпийских играх 1984 года соревнования по дзюдо проходили в Университете штата Калифорния в Лос-Анджелесе. Соревнования проводились только среди мужчин, участники были разбиты на восемь категорий.

## Участники
В связи с бойкотом Олимпиады-1984 со стороны ряда социалистических стран, не участвовали в состязаниях ряд традиционно сильных в дзюдо стран, таких как СССР и Кубы. Мохамед Али Рашван добился серебряной награды на этих играх, ставшей первой из двух олимпийских наград по дзюдо в истории Египта. Бронзовая медаль Бьярни Фридрикссона стала также единственной олимпийской наградой Исландии по дзюдо. Петер Зайзенбахер стал первым и единственным олимпийским чемпионом по дзюдо в истории Австрии. Через 4 года он вновь завоевал золото в сеульской олимпиаде. Бронзовая медаль Марка Бергера стала первой олимпийской медалью в тяжёлой весовой категории в истории канадского дзюдо и одной из двух олимпийских медалей, которые завоевали канадские дзюдоисты в борьбе дзюдо. Ясухиро Ямасита стал последним олимпийским чемпионом в абсолютной категории, которая в дальнейшем была снята с олимпийской программы. Примечательно, что страна-хозяйка — США — не выиграла ни одной золотой медали по дзюдо на этих играх.

## Медали

### Общий медальный зачёт
| Место | Страна           | Золото | Серебро | Бронза | Всего |
| ----- | ---------------- | ------ | ------- | ------ | ----- |
| 1     | Япония           | 4      | 0       | 1      | 5     |
| 2     | Республика Корея | 2      | 2       | 1      | 5     |
| 3     | ФРГ              | 1      | 0       | 2      | 3     |
| 4     | Австрия          | 1      | 0       | 1      | 2     |
| 5     | Бразилия         | 0      | 1       | 2      | 3     |
| 5     | Франция          | 0      | 1       | 2      | 3     |
| 5     | Великобритания   | 0      | 1       | 2      | 3     |
| 8     | США              | 0      | 1       | 1      | 2     |
| 9     | Египет           | 0      | 1       | 0      | 1     |
| 9     | Италия           | 0      | 1       | 0      | 1     |
| 11    | Румыния          | 0      | 0       | 2      | 2     |
| 12    | Канада           | 0      | 0       | 1      | 1     |
| 12    | Исландия         | 0      | 0       | 1      | 1     |

### Медалисты
| Event              | Золото                      | Серебро                      | Бронза                                           |
| ------------------ | --------------------------- | ---------------------------- | ------------------------------------------------ |
| До 60 кг           | Синдзи Хосокава Япония      | Ким Джэ Ёп Республика Корея  | Нил Экерсли Великобритания Эдвард Лидди США      |
| До 65 кг           | Ёсиюки Мацуока Япония       | Хван Джон О Республика Корея | Марк Александр Франция Йозеф Райтер Австрия      |
| До 71 кг           | Ан Бён Гын Республика Корея | Эцио Гамба Италия            | Керрит Браун Великобритания Луис Онмура Бразилия |
| До 78 кг           | Франк Венеке ФРГ            | Нейл Адамс Великобритания    | Мирча Фрэцикэ Румыния Мишель Новак Франция       |
| До 86 кг           | Петер Зайзенбахер Австрия   | Роберт Бёрланд США           | Валтер Кармона Бразилия Сэйки Носэ Япония        |
| До 95 кг           | Ха Хён Джу Республика Корея | Дуглас Виейра Бразилия       | Бьярни Фридрикссон Исландия Гюнтер Нойройтер ФРГ |
| Свыше 95 кг        | Хитоси Сайто Япония         | Анджело Паризи Франция       | Марк Бергер Канада Чо Ён Чхоль Республика Корея  |
| Открытая категория | Ясухиро Ямасита Япония      | Мохамед Али Рашван Египет    | Михай Чок Румыния Артур Шнабель ФРГ              |